# ألكسندر مويسيو
ألكسندر مويسيو مواليد 2 أبريل 1879 في ترييستي،

## روابط خارجية
- ألكسندر مويسيو على موقع IMDb (الإنجليزية)
- ألكسندر مويسيو على موقع ميوزك برينز (الإنجليزية)
- ألكسندر مويسيو على موقع قاعدة بيانات برودواي على الإنترنت (الإنجليزية)
- ألكسندر مويسيو على موقع ديسكوغز (الإنجليزية)
- ألكسندر مويسيو على موقع كينوبويسك (الروسية)